# Campeonato Uruguaio de Futebol de 1938
O Campeonato Uruguaio de Futebol de 1938 foi a 7ª edição da era profissional do Campeonato Uruguaio. O torneio consistiu em uma competição com dois turnos, no sistema de todos contra todos. O campeão foi o Peñarol.

## Classificação[2]
| Pos | Equipe               | Pts | J  | V  | E | D  | GP | GC | SG  |
| --- | -------------------- | --- | -- | -- | - | -- | -- | -- | --- |
| 1°  | Peñarol              | 34  | 20 | 16 | 2 | 2  | 62 | 24 | 38  |
| 2°  | Nacional             | 31  | 20 | 14 | 3 | 3  | 59 | 20 | 39  |
| 3°  | Central              | 25  | 20 | 9  | 7 | 4  | 36 | 26 | 10  |
| 4°  | Montevideo Wanderers | 22  | 20 | 9  | 4 | 7  | 35 | 27 | 8   |
| 5°  | Bella Vista          | 20  | 20 | 6  | 8 | 6  | 24 | 30 | -6  |
| 6°  | Defensor             | 19  | 20 | 6  | 7 | 7  | 37 | 35 | 2   |
| 7°  | River Plate          | 19  | 20 | 6  | 7 | 7  | 27 | 37 | -10 |
| 8°  | Racing               | 16  | 20 | 4  | 8 | 8  | 23 | 30 | -7  |
| 9°  | Sud América          | 14  | 20 | 5  | 4 | 11 | 32 | 54 | -22 |
| 10° | Rampla Juniors       | 13  | 20 | 3  | 7 | 10 | 28 | 45 | -17 |
| 11° | Liverpool            | 7   | 20 | 1  | 5 | 14 | 17 | 52 | -35 |

|  | Campeão.                                  |
|  | Disputa os playoffs de acesso e descenso. |

### Playoffsde acesso e descenso
O Liverpool, último colocado do campeonato, disputou os playoffs contra o Progreso, campeão da Divisão Intermediária, para decidir quem jogaria o Campeonato Uruguaio de 1939. O Liverpool continuou na Primeira Divisão e o Progreso na Divisão Intermediária.
| {{{data}}} | Liverpool | 3 – 1  | Progreso | Montevidéu |
|            |           | data = |          |            |

| {{{data}}} | Progreso | 3 – 2  | Liverpool | Montevidéu |
|            |          | data = |           |            |

| {{{data}}} | Liverpool | 2 – 1  | Progreso | Montevidéu |
|            |           | data = |          |            |

| Campeonato Uruguaio de 1938  |
| ---------------------------- |
| Peñarol Campeão (16º título) |